# JUnit
JUnit és una biblioteca per realitzar proves unitàries en aplicacions amb llenguatge de programació Java. Ha estat creada per Kent Beck i Erich Gamma, i és sens dubte el projecte de la sèrie xUnit de major èxit.
JUnit és un entorn de treball que permet executar les classes Java de manera controlada, de forma que es pot avaluar si el funcionament de cadascun dels mètodes de la classe es comporta com s'espera. La seva funció és, donat un valor d'entrada, s'analitza el valor de retorn que s'espera, si la classe acompleix amb l'especificació, aleshores JUnit indicarà que el mètode de la classe ha passat la prova; en cas que el valor esperat sigui diferent, JUnit indicarà una fallada en el mètode corresponent.
JUnit permet controlar les proves de regressió, quan s'ha modificat una part del codi i es desitja veure que el nou codi assoleix els requeriments anteriors i no s'han alterat les funcionalitats després de la modificació.
JUnit permet retornar els resultats en diferents formes: mode text, gràfics (AWT o Swing) o com tasca en Ant.
El testcase en JUnit són les classes que contenen un nombre de mètodes de control. Un testcase normalment s'utilitza per provar el bon funcionament d'una classe i un TestSuite pot executar un nombre de testcase ja definits.

## Exemples

### Exemple de TestCase
La classe hereta de junit.framework.TestCase. El mètode anotat per @Before s'executa abans que els mètodes de test, i el mètode que s'anota amb @After es crida en finalitzar. Els mètodes de prova s'anoten amb @Test, i s'encarreguen de verificar el comportament de les classes.
```
import
 
junit.framework.TestCase
;

import
 
org.junit.*
;

public
 
class
 
TestFoobar
 
extends
 
TestCase
{

 
@Before

 
public
 
void
 
setUp
()
 
throws
 
Exception
 
{

 
// Codi executat abans dels tests 

 
}

 
@After

 
public
 
void
 
tearDown
()
 
throws
 
Exception
 
{

 
// Codi executat després dels tests 

 
}

 
@Test

 
public
 
void
 
test
()

 
{

 
assertTrue
(
true
);

 
}

}

```

## Integració
JUnit es troba integrat per defecte en entorns de desenvolupament Java com Eclipse i NetBeans. O en entorns de desenvolupament ràpid com Grails.